# 2653 Principia
2653 Principia è un asteroide della fascia principale. Scoperto nel 1964, presenta un'orbita caratterizzata da un semiasse maggiore pari a 2,4443735 UA e da un'eccentricità di 0,0794897, inclinata di 4,73669° rispetto all'eclittica.